# Драган Панић (вајар)
Драган Панић (Теферич, 1912 — Крагујевац, 1991) био је српски вајар. Један је од оснивача и први председник Удружења ликовних уметника Крагујевца. Нека од његових дела чувају се у Народном музеју у Крагујевцу.

## Биографија
Драган Панић рођен је 1912. године у насељу Теферич, које је тада било самостално насеље, а од 1991. је једна од крагујевачких месних заједница. Основну и средњу школу завршио је у Србији, а затим одлази на студије вајарства у Париз. Један је од ретких Срба који су у то време успели да упишу вајарство у Паризу. Године 1939. завршио је студије вајарства на Академији лепих уметности у Паризу (фр. École des Beaux Arts), код професора Анрија Бушара.  Један је од оснивача Удружења ликовних уметника Крагујевца 1968. године и његов и први председник.
Други светски рат провео је  као заробљеник у немачком логору за ратне заробљенике Сталаг Ф4. Преминуо је 1991. године. За собом је оставио бројна вајарска дела. Свој атеље, у коме је стварао, оставио је као легат и задужбину граду Крагујевцу.

## Уметнички рад
У свом раду Драган Панић остао је доследан у неговању свог академизма, који је можда некима деловао анахроно, али чији су резултати, било да је реч о портретној и ситној пластици, бистама или скулптури, увек имали високе домете. Његове скулптуре рађене су у стилу најбоље француске класицистичке традиције и у њима се огледа префињена елеганција Арт Ноува, која материјализује вечност лепоте и хармоније наглашене стилизације. Међу његовим радовима су:
- Скулптура рањеног борца у Спомен фонтани „Рањеник“ из 1953. године, декоративној фонтани и синониму крагујевачког Великог парка,[5] можда један од најпознатијих Панићевих радова
- Међу најпознатијима је и „Купачица”, скулптура девојке која улази у воду, из 1967. године. Налази се у средишту фонтане у центру бањског парка у Матарушкој Бањи. Замишљена је да представљала је богињу Венеру, али мештани су променили ту одлуку и фонтану посветили њиховој најпознатијој суграђанки, којој никада није био подигнут споменик у бањи, докторки Милеви Карајовић.[6] Позната је као Фонтана Милева и убрзо је постала симбол и заштитни знак Матарушке Бање[7]
- Споменик „Талац” на Метином брду у Крагујевцу из 1987. године[8]
- Биста Вука Караџића, која се налазила у дворишту крагујевачког Народног музеја, у делу испред Амиџиног конака, која је скинута са постамента и украдена у ноћи између 20. и 21. фебруара 2011. године[9]

- Галерија радова
- Скулптура „Рањеник” у крагујевачком Великом парку
- Скулптура „Купачица” у фонтани у Матарушкој Бањи
- Споменик „Талац” на Метином брду у Крагујевцу